# Првенство Јужне Америке у фудбалу 1920.
Првенство Јужне Америке 1920.  је било четврто издање овог такмичења, сада познатог по имену Копа Америка. Турнир је одржан у Виња дел Мару, Чиле од 11. септембара до 26. септембара 1920. године. Домаћин, репрезентација Чилеа, је заузела четврто место на крају првенства. Титулу најбољег стрелца су поделили два Уругвајца Хозе Перез и Анхел Романо са по 3 постигнута гола.
Учесници турнира су били Фудбалска репрезентација Чилеа као домаћин турнира, Фудбалска репрезентација Аргентине, Фудбалска репрезентација Уругваја и Фудбалска репрезентација Бразила као бранилац титуле. Титулу шампиона је освојио Уругвај, по трећи пут. Анхел Романо је освојио титулу најбољег стрелца заједно са саиграчем Хозе Перезом са по три постигнута гола, поновивши успех од пре три године.
Бразилов пораз од 6:0, од Уругваја, није био премашен све до Светског првенства 2014. године када је Бразил изгубио са 7:1 од Немачке.

## Учесници
1.  Бразил

2.  Уругвај

3.  Аргентина

4.  Чиле

## Град домаћин и стадион
| Виња дел Мар                |
| --------------------------- |
| Стадион Валпараизо Спортинг |
| Капацитет: н.п.             |
|                             |

## Табела
| Репрезентација | И | Д | Н | И | ДГ | ПГ | ГР | Бод. |
| -------------- | - | - | - | - | -- | -- | -- | ---- |
| Уругвај        | 3 | 2 | 1 | 0 | 9  | 2  | +7 | 5    |
| Аргентина      | 3 | 1 | 2 | 0 | 4  | 2  | +2 | 4    |
| Бразил         | 3 | 1 | 0 | 2 | 1  | 8  | −7 | 2    |
| Чиле           | 3 | 0 | 1 | 2 | 2  | 4  | −2 | 1    |

## Утакмице
| Бразил       | 1–0 | Чиле |
| ------------ | --- | ---- |
| Алвариза 53’ |     |      |

| Аргентина     | 1–1 | Уругвај        |
| ------------- | --- | -------------- |
| Ечеверија 75’ |     | Пиендибене 10’ |

| Уругвај                                                               | 6–0 | Бразил |
| --------------------------------------------------------------------- | --- | ------ |
| Романо 23’, 60’ · Урдинаран 26’ (пен.) · Перез 29’, 65’ · Камполо 48’ |     |        |

| Чиле        | 1–1 | Аргентина    |
| ----------- | --- | ------------ |
| Боладос 30’ |     | Делаваље 13’ |

| Аргентина                    | 2–0 | Бразил |
| ---------------------------- | --- | ------ |
| Ечеверија 40’ · Либонати 73’ |     |        |

| Уругвај                | 2–1 | Чиле         |
| ---------------------- | --- | ------------ |
| Романо 37’ · Перез 65’ |     | Домингез 60’ |

## Листа стрелаца
3 гола
| - Перез | - Романо |  |

2 гола
- Ечеверија

1 гол
| - Мигел Делаваље - Хулио Либонати - Исмаил Алвариза | - Ернандо Боладос - Аурелио Домингез - Антонио Камполо | - Хозе Пиендибене - Антонио Урдинаран |